# Station Leens
Station Leens is een stationsgebouw in Leens dat van 1 april 1922 tot 26 oktober 1942 in gebruik was als spoorwegstation aan de spoorlijn Winsum - Zoutkamp.
Het pand, van het standaardtype WZ werd gebouwd in 1920-1922 in opdracht van de Groninger Locaalspoorweg-Maatschappij (GLS) naar ontwerp van de Utrechtse architect Cornelis de Graaf, bouwkundige bij de Staatsspoorwegen. Het station is gebouwd in de stijl van de rationalistische architectuur. Onder de bepleistering die omstreeks 1930 aangebracht is, bevinden zich rode bakstenen. Het relatief grote stationsgebouw was in gebruik van 1 april 1922 tot 26 oktober 1942. Reizigersvervoer vond niet meer plaats sinds 24 november 1940.
Sinds het gebouw geen stationsfunctie meer heeft, heeft het meerdere functies gehad. Het is een woonhuis en er bevindt zich een kantoor van de politie. De grijze bepleistering is wit geschilderd. Een deel van het interieur is nog origineel. De locatie heet niet meer Stationsstraat, maar R. Ritzemastraat 11.

## Afbeeldingen

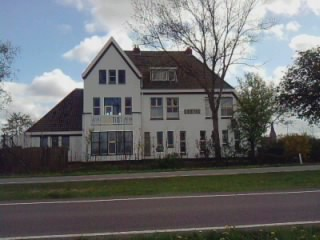
De perronzijde van het voormalige station, met op de voorgrond de N361 die over het spoortracé heen is gelegd (2010)
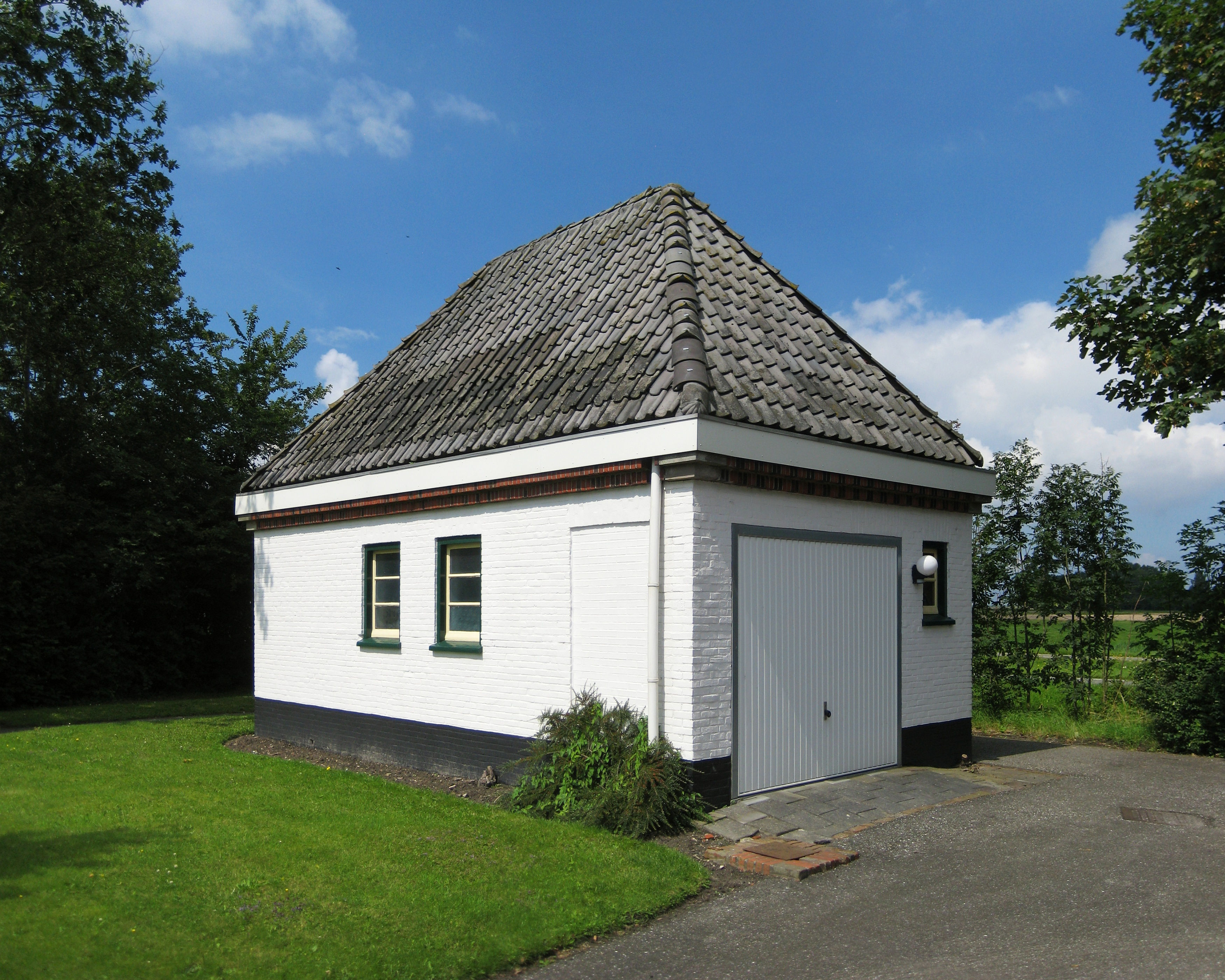
De garage[bron?] van het voormalige station, gebouwd in dezelfde tijd en stijl (2012)
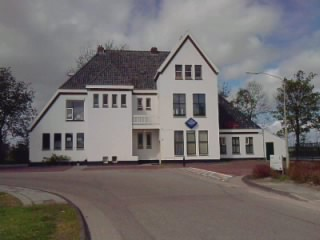
De voorzijde anno 2010.

0: Winsum ·
6,2: Eenrum ·
9,0: Wehe-Den Hoorn ·
12,3: Leens ·
13,7: Breweelsterweg ·
15,5: Ulrum ·
18,4: Zoutkamp
Appingedam · 
Bad Nieuweschans ·
Baflo · 
Bedum · 
Delfzijl · 
-West · 
Eemshaven ·
Grijpskerk · 
Groningen · 
-Europapark ·
-Noord ·
Haren · 
Hoogezand-Sappemeer · 
Kropswolde · 
Loppersum · 
Martenshoek · 
Roodeschool · 
Sauwerd · 
Scheemda · 
Stedum · 
Uithuizen · 
Uithuizermeeden · 
Usquert · 
Veendam · 
Warffum · 
Winschoten · 
Winsum · 
Zuidbroek · 
Zuidhorn
Voormalige stations: zie de lijst van voormalige spoorwegstations in Groningen